# Мать Гренделя

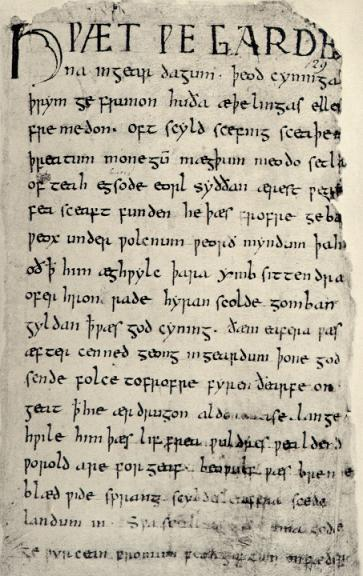
Первая страница рукописи «Беовульфа».

Мать Гренделя (др.-англ. Grendles mōðor) — один из трёх антагонистов (наряду с Гренделем и драконом) в поэме «Беовульф», написанной неизвестным автором на древнеанглийском языке примерно в 700—1000 годах н. э. Её имя ни разу не называется в тексте поэмы.
Природа матери Гренделя в стихотворении является предметом споров и дискуссий среди учёных, как средневековых, так и современных, которые продолжаются и по сей день. Это связано с неоднозначностью толкования нескольких слов в древнеанглийском языке, которые присутствуют в оригинальной рукописи «Беовульфа». Эти слова, в частности, ides, aglæcwif (ll.1258a-1259b), упоминающиеся либо в сочетании с матерью Гренделя, либо в связи с её местом обитания (озером). Некоторые из них имеют особое значение в контексте германского язычества.

## Действие в поэме
После того как монстр Грендель убит героем Беовульфом, мать Гренделя нападает на медовый чертог Хеорот, чтобы отомстить за его смерть. Беовульф ставит себе задачу уничтожить её и отправляется к её расположенному на озере обиталищу — Пещере Гренделя. Когда мать Гренделя чувствует его присутствие, она сразу же атакует Беовульфа и тащит его в своё логово. Затем они сходятся в ожесточённом бою. Мать Гренделя почти побеждает Беовульфа, когда он видит меч в «озере». С помощью меча он обезглавливает мать Гренделя и делает то же с трупом Гренделя, который вернулся к жизни, когда Беовульф прикончил её. Затем Беовульф возвращается на поверхность к своим людям в «девятый час» (ст. 1600, «nōn», около 3 часов дня).

## Роль в структуре поэмы
Некоторые учёные утверждают, что женские персонажи в «Беовульфе» выполняют определённые и установленные роли, такие как хозяйка (Вальхтеов и Хюгд) и миротворица (Фреавару и Хильдебург). Мать Гренделя и Модтрюд (до замужества с Оффой), которые не сочетаются с этими ролями, представляют собой «женщин-монстров». В связи с этим Джейн Ченс Ницше (профессор английского языка, Университет Райс) отмечала сходство между сопоставлением Wealtheow и матери Гренделя и сопоставлением Девы Марии и Евы.
Ченс Ницше также утверждала, что существует два стандартных толкования поэмы: одна версия предполагает наличие двух частей в её структуре (то есть поэма разделена на бои Беовульфа с Гренделем и драконом), а вторая — наличие в структуре трёх частей (эта интерпретация утверждает, что сражение Беовульфа с матерью Гренделя структурно отделено от его боя с Гренделем). Ченс утверждает, что «такой взгляд на структуру из двух частей в целом преобладал с момента её появления в работе Толкина Beowulf: The Monsters and the Critics в Proceedings of the British Academy 22 (1936)». Тогда как, по её словам, структура из трёх частей стала «более популярной».

## Дискуссия о природе матери Гренделя
Ещё среди средневековых учёных имела место дискуссия о неоднозначности нескольких слов в древнеанглийском языке, связанные с матерью Гренделя или её домом (озером), которые присутствуют в оригинальной рукописи «Беовульфа». Поскольку эти термины неоднозначны, учёные расходятся во мнениях касательно аспектов её природы и внешнего вида. Поскольку её точный внешний вид никогда прямо не описывался первоначальным автором «Беовульфа» на древнеанглийском языке, часть дискуссии концентрируется вокруг того, что о ней известно, а именно — её происхождении от библейского Каина (который был первым убийцей, как утверждают авраамические религии). По мнению некоторых учёных, её происхождение связывает её и Гренделя с монстрами и гигантами из так называемого Потомства Каина. Другие утверждают, что отсутствие детального описания матери Гренделя делает её, по сути, второстепенным враждебным персонажем, а не фигурой чудовища.
Это отсутствие консенсуса привело к написанию учёными нескольких исследований на эту тему за последние несколько десятилетий. Одним из важных моментов в этих статьях и книгах являются многочисленные, порой противоположные друг другу, переводы неоднозначного древнеанглийского словосочетания des aglæcwif (1259a).

### Презренная, или женщина-монстр

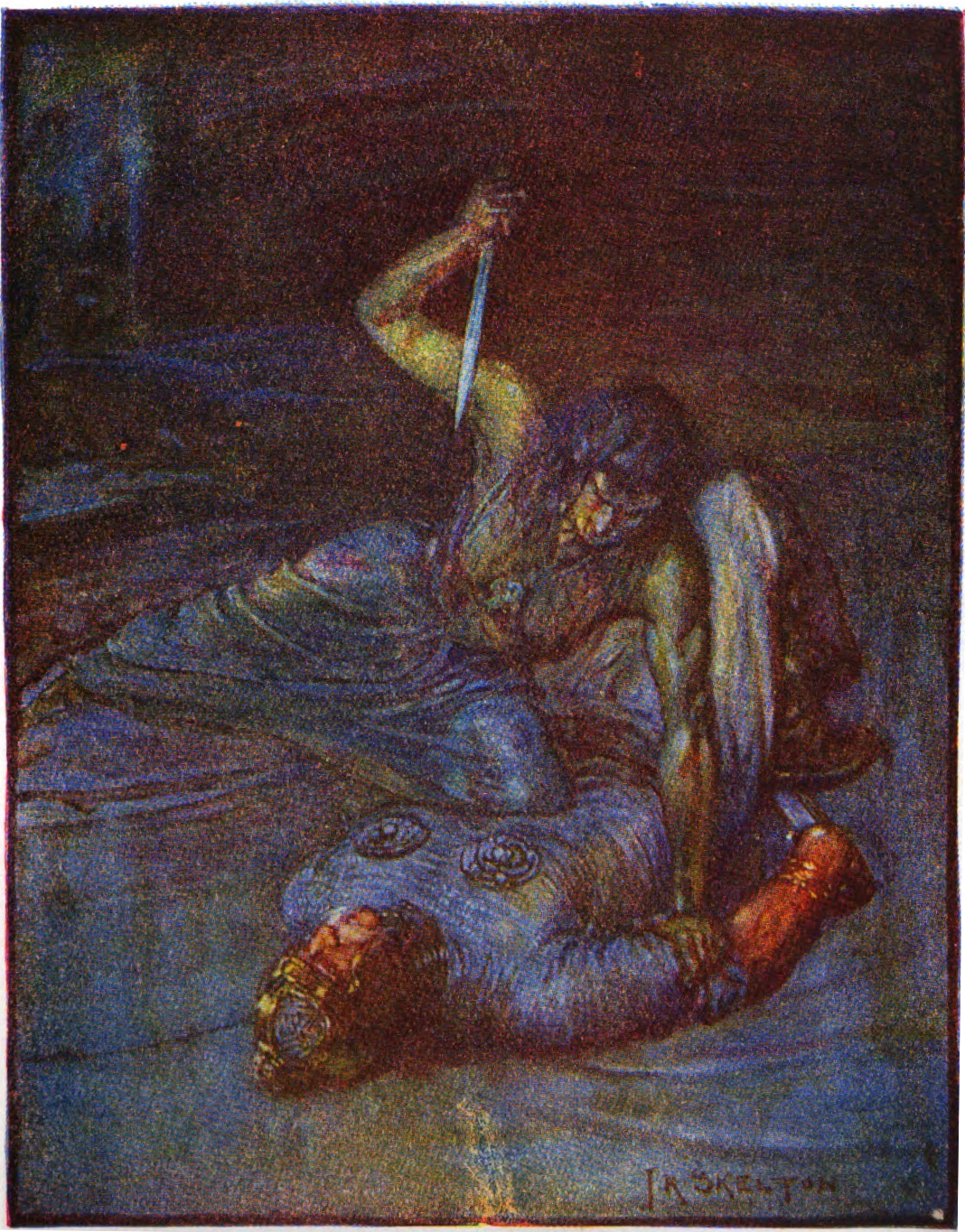
Иллюстрация Скелтона к «Рассказам о Бовульфе» (1908), где она описана как «водяная ведьма», пытающаяся убить Беовульфа

До конца 1970-х годов большинство учёных, занимавшихся вопросом матери Гренделя, и переводов фразы aglæc-wif находились под влиянием работы известного исследователя «Беовульфа» Фредерика Клабера. Его работа, Beowulf and the Fight at Finnsburg, рассматривалась как эталон в изучении «Беовульфа» с момента её первой публикации в 1922 году. В соответствии с глоссарием Клабера, «aglæc-wif» переводится как «презренная, или женщина-монстр». Глоссарий Клабера также переводит «aglæca/æglæca» как «монстр, демон, дьявол» применительно к матери Гренделя или Гренделю. С другой стороны, «aglæca/æglæca» переводится Клабером как «воин, герой», когда речь идёт о персонаже Беовульфе.
Клабер оказал влияние на многие переводы «Беовульфа». Известные интерпретации строки 1259a, которые следуют точке зрения Клабера, включают «чудовищная невеста из ада» (Хини), «монстр-женщина» (Чикеринг), «женщина, монстр-жена» (Дональдсон), «омерзительная леди-тролль» (Траск) и «чудовищная ведьма» (Кеннеди).
Работа 1961 года Дорин Гиллам The Use of the Term 'Æglæca' in Beowulf at Lines 893 and 2592 исследует различное толкование Клабером термина aglæca/æglæca для героев Сигмунда и Беовульфа и для Гренделя и матери Гренделя. Она утверждает, что aglæca/æglæca используется и в других произведениях, помимо «Беовульфа», где может обозначать «как дьявольскую, так и человеческую сущность». Она также утверждает, что этот термин используется для обозначения «сверхъестественных», «неестественных» или даже «нечеловеческих» характеристик, а также враждебности по отношению к другим существам. Гиллам предполагает, что «Беовульф, защитник людей от монстров, почти .. не человек сам по себе. [Aglæca/æglæca] олицетворяет, одним словом, совершенно исключительный характер боя с драконом. Беовульф, защитник добра, „чудовище“ среди людей, бросает вызов традиционному воплощению зла, дракону; æglæca встречает æglæcan».

### Аргументы против Клабера
Некоторые учёные утверждают, что мать Гренделя является женщиной-воином. В 1979 году исследователи «Беовульфа» Кун и Стэнли выступал против клаберовской трактовки образа матери Гренделя. Шерман Кун (почётный профессор английского языка и бывший редактор словаря среднеанглийского языка из Университета Мичигана) поставил под сомнение переводы Клабером как aglæc-wif, так и aglæca/æglæca применительно к матери Гренделя и Гренделю, заявив, что есть «пять спорных случаев употребления слова áglæca [три из которых находятся в „Беовульфе“] — строки 649, 1269, 1512… В первом… слово может быть как Беовульфу или Гренделю. Если автор и его читатели чувствовали, что слова есть два значения, „чудовище“ и „герой“, неоднозначность была трудной, но если под áglæca они понимали „боец“, то неоднозначность была небольшой, так как речь шла о бое Беовульфа и Гренделя, и оба они были жестокими бойцами».
Он продолжает развивать свою точку зрения, заявляя, что, «я предполагаю, таким образом, что мы определяем слово aglæca как „боец, доблестный воин, опасный противник, тот, кто сражается отчаянно“». Он также отмечает, что «если появится конкретный пример употребления слова áglæca применительно к невоинственному монстру, мирному демону или тому подобному, то это определение развалится». Кун сделал вывод, что «мать Гренделя была „aglæc-wif, воительницей“ […] нет больших оснований вводить понятие чудовища или презренной, чем в строке 1519, где она называется merewif, что переводится просто как „водяная женщина“, „женщина из озера“».
Стэнли (почётный профессор англосаксонского языка из Оксфордского университета) также высказывался в дискуссии по критике Клабера и Гиллам, заявив: «Грендель описывается как æglæca — слово, которое мы не понимаем. Один учёный [Гиллам], по сути, провёл исследование этимологии этого слова методом попытки установления смысла. Попытка представляет интерес, но в конце концов мы всегда возвращаемся к тому, что, как показывает Клабер в своём глоссарии, слово используется поэтом не только для описания Гренделя, а позже в поэме для описания дракона и просто монстров, когда они нападают на Беовульфа, но также и для описания самого Беовульфа, и в определённый момент двое врагов, Беовульф и дракон, описаны так оба с использованием множественного числа слова — æglæcean. Поскольку мы находим множество его использований, включая словосочетания […] становится ясно, что это слово не несёт в себе уничижительного смысла. Мы не должны следовать разделению Клабером „презренной, или женщины-монстра“ применительно к врагам Беовульфа и „воина, героя“ применительно к самому Беовульфу и не должны воспринимать как оскорбление матери Гренделя, когда она именуется aglæcwif, переводя это слово, как делает Клабер, „презренная, или женщина-монстр“. Мы никогда не должны забывать, что она названа здесь ides aglæcwif (1259), и слово ides, „леди“, не является ругательством […] автор поэмы не говорит о своих монстрах в оскорбительной манере».
Эти аргументы были поддержаны Кристиной Альфано (преподавателем английского языка из Стэнфордского университета), которая ставит под сомнение традиционные переводы фраз, связанных с матерью Гренделя, в своей статье 1992 года The Issue of Feminine Monstrosity: A Reevaluation of Grendel’s Mother. Она утверждает, что «Я считаю, что имеет место заметное несоответствие между матерью Гренделя, первоначально созданной автором „Беовульфа“, и той, что присутствует в современном переводе „Беовульфа“. Вместо того, что Шерман Кун называет „воительницей“, „современная“ мать Гренделя предстаёт монстром. Это предположение наличествует практически во всех областях изучения „Беовульфа“, хотя существует мало доказательств для этой характеристики в оригинальной англосаксонской работе». Кроме того, Альфано оспаривает тот факт, что автор «Беовульфа» никогда прямо не описывал то, как мать Гренделя выглядит, и исследует различные переводы моментов, связанных с её неоднозначным внешним видом. Касательно рук матери Гренделя Альфано утверждает, что «тогда как буквальное прочтение atolan clommum матери Гренделя (строка 1502) указывает на „ужасную хватку/захват“, фраза вместо этого альтернативно переводится как „ужасные когти“, „страшные крючья“, „страшные когти“ […] Кроме того, lapan fingrum (строка 1505), буквально „враждебные/ненавистные пальцы“, превращается в „когти“ и „острые лапы“, а grimman grapum (строка 1542), „жестокая хватка“, превращается в „мрачные когти“ и „острые когти“». Альфано также выступает против выбора некоторых переводчиков относительно перевода слова modor как «создание женского пола», а не «мать»: «простая замена „самкой“, термином, используемым обычно для описания животных, термина „мать“ в переводе слова modor (строка 1538) значительно уменьшает её претензии на человечность».

### Идизы (германская мифология)
Древнеанглийское ides, древневерхненемецкое itis и древнескандинавское идизы являются родственными словами, все они означают «леди», и слово idisi появляется как название валькирий в единственном сохранившемся языческом источнике на древневерхненемецком, die Merseburger Zaubersprüche. В целом, в скандинавской мифологии Dísir («леди» во множественном числе) являются богинями судьбы, которые могут быть как доброжелательными, так и антагонистическими по отношению к смертным людям.
Следовательно, многие отмечали, что идизы, вероятно, первоначальный термин для обозначения валькирий (буквально «те, кто выбирает убитых»), которые, в свою очередь, являются кеннингом для идиз.
Учёные продолжили рассуждения Стэнли об идизах как о «леди» при обсуждении матери Гренделя, в первую очередь Храм (работа Grendel’s Lady-Mother, 1986) и Тейлор (который утверждает в своей работе 1994 года, что термин «идизы» указывает, что «мать Гренделя является женщиной с благородным статусом»). Кроме того, другие учёные предположили, что мать Гренделя может быть связана с норвежскими валькириями и богиней Гевьон, образы которых могут быть расширены до Фригг и Фрейи. Фрейя, дочь морского бога Ньёрда, была и богиней плодородия, и богиней войны, битв, смерти, Сейда, пророчества и была также иногда связана с валькириями и идизами.

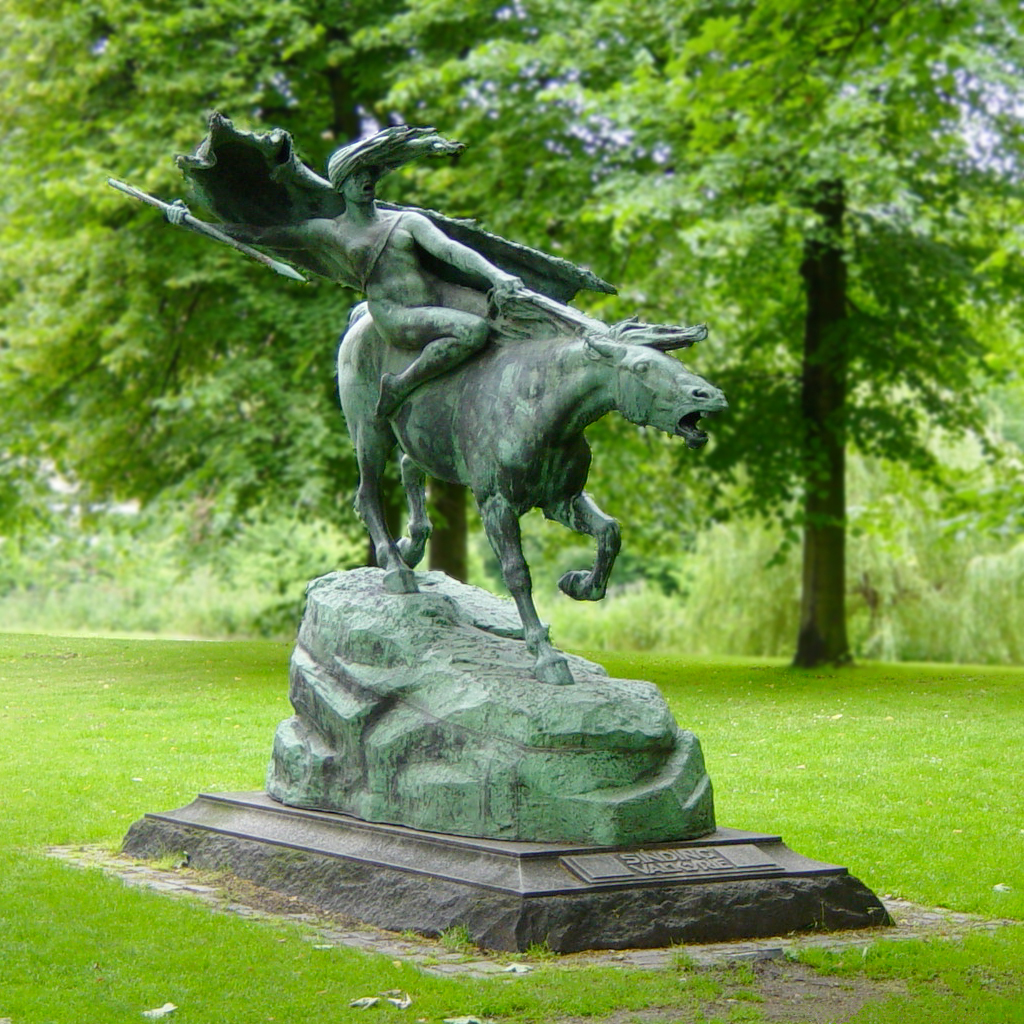
Конная статуя валькирии Стефана Синдинга (1908 год)

Нора Кершоу Чедвик (1959 год), а позже Хелен Дамико (профессор английского языка в Оксфордском университете) в двух работах (1980 и 1984 годы) утверждают, что мать Гренделя может быть связана с мифами о валькириях. В своей работе 1980 года, The Valkyrie Reflex in Old English Literature, Дамико утверждает, что «в своих как доброжелательных, так и злонамеренных аспектах валькирии являются связанными с группой наполовину смертных, наполовину сверхъестественных существ, называемых idise в древневерхненемецком, ides в древнеанглийском и идизами в древнескандинавском, множественное число — disir. Обе группы тесно связаны в аспектах и функциях: они являются вооружёнными, мощными, священными […] Автор „Беовульфа“ продолжает традицию изображения валькирий как сражающихся на смерть демонов в его характеристике матери Гренделя. Как утверждает Чедвик, мать Гренделя, которая является wælgæst wæfre — „блуждающим кровожадным духом“, — воплощает раннюю концепцию валькирии».
Дамико позже утверждала в работе Beowulf’s Wealhtheow and the Valkyrie Tradition, что Wealtheow и мать Гренделя представляют собой различные аспекты валькирии.

### Другие мифологические персонажи и герои

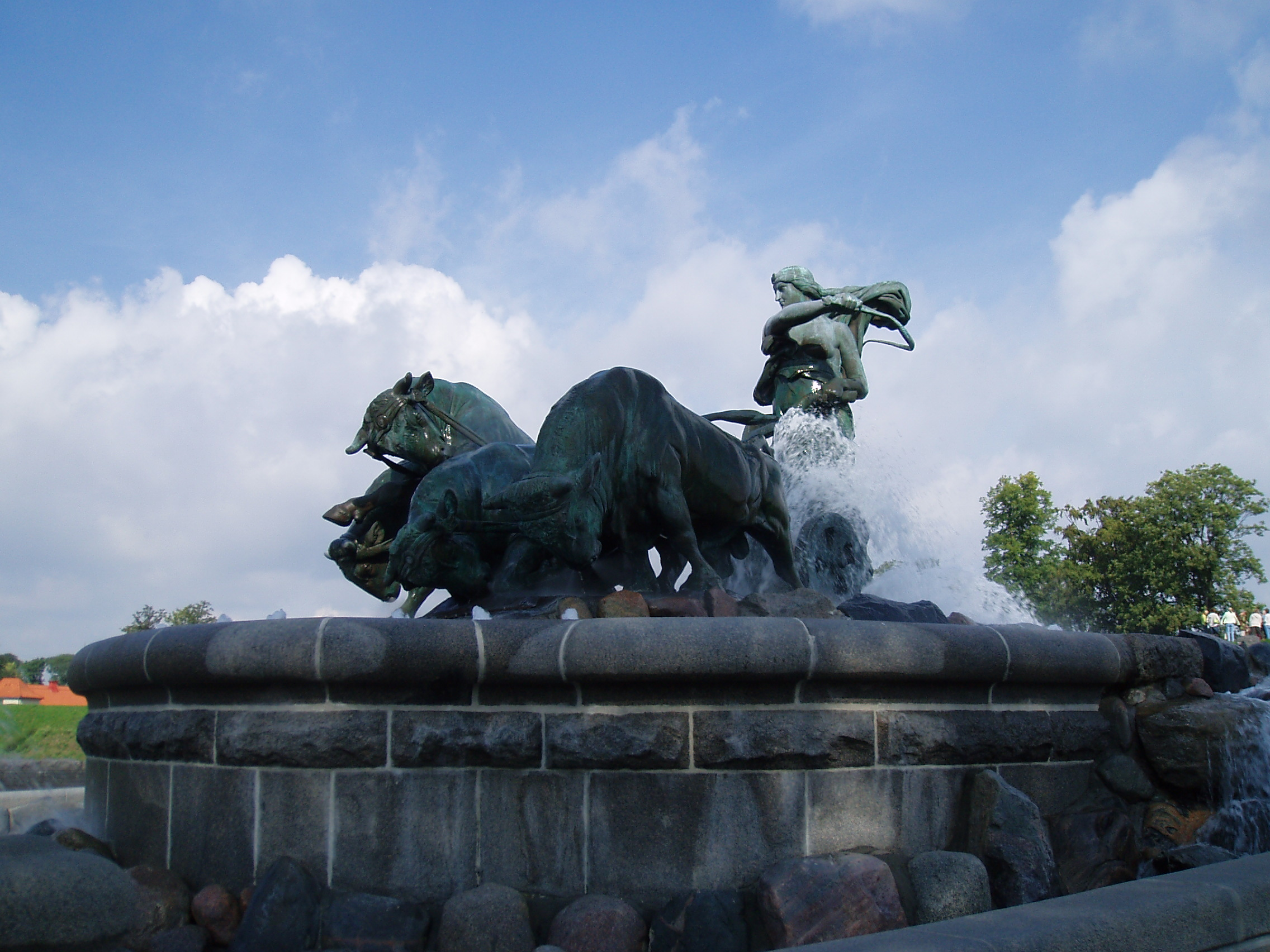
Фонтан Гевьон в Копенгагене, Дания, работы Андерса Бундгарда, 1908 год

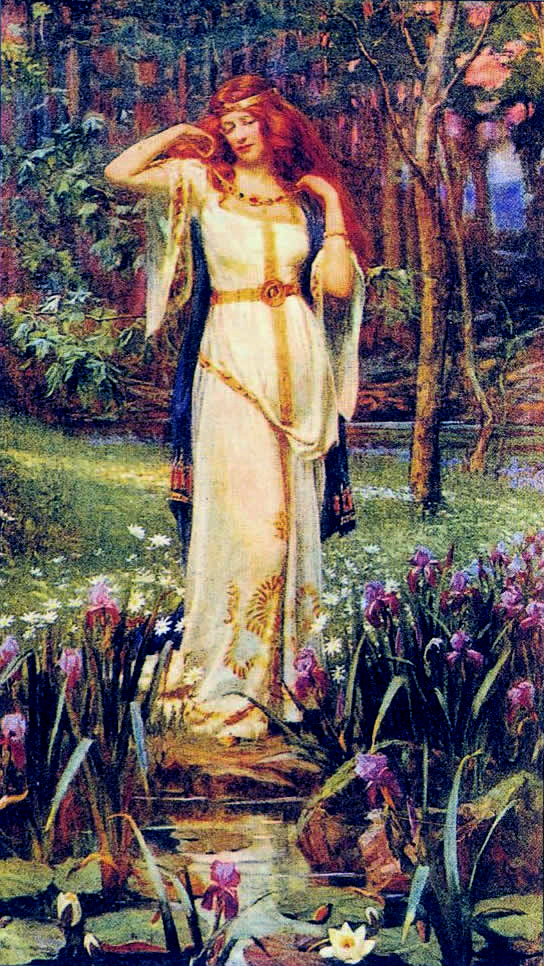
Фрейя, изображённая на картине Дж. Пенроуза

В своей статье 1991 года The Germanic Earth Goddess in Beowulf Фрэнк Батталья (профессор английского языка университета штата Нью-Йорк) также обратил на термин ides, связывая его с идизами. Он отметил, что «идизы были женскими духами-покровителями», обладавшими «властью над мёртвыми и выбором тех, кто умрёт. В этом качестве [они] могли быть теми, кого боялись». Батталья, таким образом, предполагает, что мать Гренделя была древнегерманской богиней Гевьон (которая, как он утверждает, была также формой Нертв и Фрейи). Кроме того, он отмечает, что «в поэзии скальдов слово dis означает „богиня“ […] Фрейю называют Vanadis, то есть представительница расы Ванов, скандинавских хтонических божеств плодородия». Он также отмечает, что Гевьон была пять раз упомянута в поэме: ст. 49 (géafon on gársecg — «Гевьон по волнам»), ст. 362 (ofer geofenes begang — «за владениями Гевьон»), ст. 515 (geofon ýþum — «Гевьон появилась в волнах»), ст. 1394 (né on gyfenes grund — «Земля Гевьон») и ст. 1690 (gifen géotende — «Гевьон появляется»). Кроме того, как он заявляет, «в древнеанглийской поэзии Гевьон — это слово, означающее океан, которое со времён Якоба Гримма связывается с именем Гевьон, датской богини Земли … власть разделять сушу и море показывается изображением Гевьон в древнескандинавской литературе».
Шеймус Хини в его переводе «Беовульфа» сравнивает мать Гренделя с амазонкой в ст. 1283 (swá bið mægþa cræft).
Кевин Кайрнан (почётный профессор английского языка, Университет Кентукки) следует интерпретации Клабера о чудовищности в своей статье 1984 года Grendel’s Heroic Mother. В то же время, как он считает, учёный может «найти достаточно доказательств для защиты матери Гренделя как героической фигуры». Кроме того, он утверждает, что «мать Гренделя придерживается и продолжает героическую этику кровной мести, и это основное различие между беспричинной враждебности Гренделя по отношению к шуму в Хеороте и целенаправленным возмездием его матери за смерть её сына. В „героических“ терминах — её мести за смерть своего родственника Гренделя».

### Словарь древнеанглийского языка
В словаре древнеанглийского языка Университета Торонто появились следующие новые данные в 1994 году:
- āglāc-WIF (существительное) переводится как «воительница, страшная женщина».
- āglæca (прилагательное) переводится как «грозные, внушающие страх».
- āglæca (существительное) переводится как «удивительный противник, свирепый истребитель».

В 1994 году переводы словаря были поддержаны Джорджем Джеком (бывшим преподавателем английского из Сент-Андрусского университета) в его глоссарии «Беовульфа» 1997 года. Кроме того, они поддерживаются Брюсом Митчеллом (почётным сотрудником Сент-Эдмунд-Холла Оксфордского университета) в его глоссарии «Беовульфа» 1998 года.
Мелинда Менцер (доцент кафедры английского языка Фурмановского университета) подвергает критике как новые переводы словаря, так и сделанные под влиянием Клабера, в своей статье 1996 года, в которой утверждает, что фактическое значение слова aglæca определить проблематично. Таким образом, как утверждает Менцер, «в соответствии с семантическими нормами, определяющими словосочетания с -wif […] слово не просто является эквивалентом женского рода слова мужского или среднего рода aglæca („воительница, женщина-монстр“); aglæcwif обозначает „женщина“, „человек женского пола“, которая также является aglæca […] Действительно, wif всегда относится именно к женщине, а не к существу женского пола».

## В популярной культуре
- В фантастическом фильме «Беовульф» 1997 года роль матери Гренделя исполнила модель «Playboy» Лэйла Робертс. Согласно сюжету картины, она была могущественной демонессой и правила пограничными землями вокруг Хеорота, пока Хротгар и его армия не заняли крепость. Она зачала от него ребёнка, Гренделя, а после рассказала всё жене Хротгара, отчего та бросилась с башни. После она часто приходила во сне к Хротгару, всячески истязая его разум видениям смерти жены, а также внушая, что весь тот ужас, что творит Грендель, — его вина. Когда Грендель был лишён руки Беовульфом, мать Гренделя соблазнила одного из рыцарей Хротгара, Роланда, после чего убила его и оставшихся в крепости людей. Когда Хротгар пал от руки «сына», а сам Грендель был убит Беовульфом, демонесса пыталась переманить героя на свою сторону, взывая к его демонической стороне, но потерпела фиаско. В финальной битве мать Гренделя приобрела инфернальный облик огромного кентавроподобного скорпиона, который погиб при взрыве крепости.
- В «Беовульфе» Роберта Земекиса роль матери Гренделя исполнила Анджелина Джоли. В этой киноверсии Мать Гренделя, похожая на амфибию с золотой чешуёй, является водным демоном, обитающим в пещерах близ Хеорота многие поколения.